# Già đẫy Java
Già đẫy Java (danh pháp hai phần: Leptoptilos javanicus) là một loài chim thuộc họ Hạc (Ciconiidae).. Giống như các loài chim khác trong chi của nó, già đẫy Java có cổ và đầu hói. Loài này phân bố từ Ấn Độ đến lục địa Đông Nam Á đến đảo Java. Loài này được xếp trong Danh mục sách đỏ động vật Việt Nam và thuộc nhóm IB của Nghị định 32/2006/NĐ-CP.

## Mô tả
Già đẫy Java có chiều dài 87–93 cm (dang thẳng ra từ mỏ đến đuôi), nặng từ 4 đến 5,71 kg và cao khi đứng khoảng 110–120 cm và khá giống già đẫy lớn, nhưng loài này thường là nhỏ hơn và rìa mỏ trên có trên thẳng đơn dài 25,8-30,8 cm, với chân mỏ nhạt màu và có vẻ thanh mảnh hơn và lưng ít uốn cong hơn. Chóp đầu có nhạt màu và phần trên bộ lông trên màu tối đồng nhất, có vẻ hầu như tất cả màu đen. Đầu và cổ gần như hói có ít lông rải rác.

## Phân bố và môi trường sống
Già đẫy Java có xu hướng được phân tán rộng rãi và rất cục bộ. Nó thường sống ở các con sông và hồ lớn bên trong khu vực cũng có nhiều cây. Nó được tìm thấy ở Ấn Độ, Nepal, Sri Lanka, Bangladesh, Myanma, Thái Lan, Việt Nam, Malaysia, Lào, Singapore, Indonesia và Campuchia. Số lượng lớn nhất là ở Ấn Độ ở các bang phía đông của Assam, Tây Bengal và Bihar. Nó có hiện diện như là một lang thang trên rìa phía nam của Bhutan Loài này cực hiếm ở phía nam Ấn Độ. 

## Hình ảnh

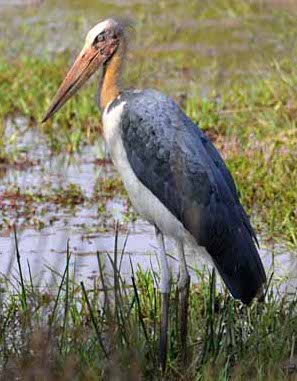
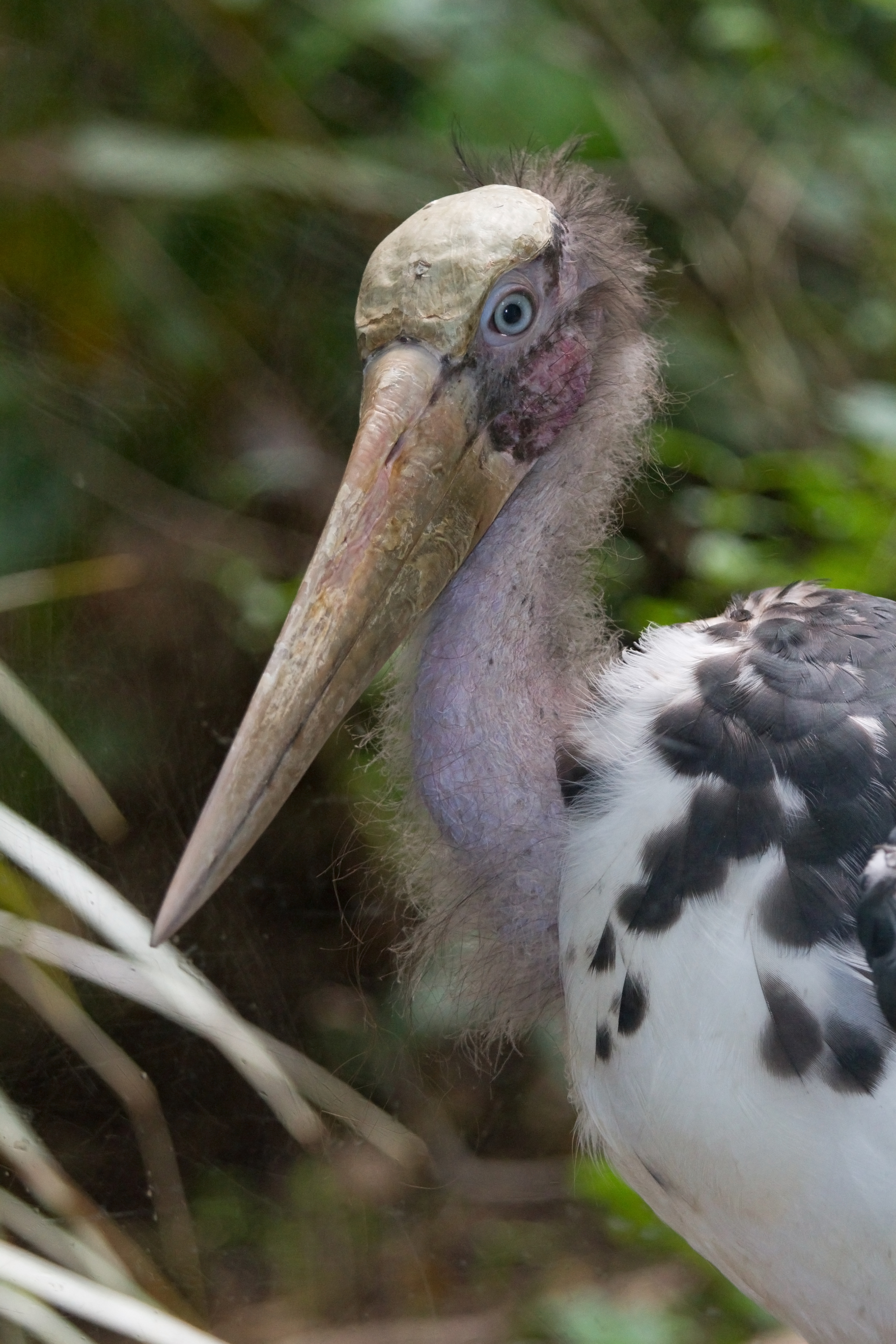
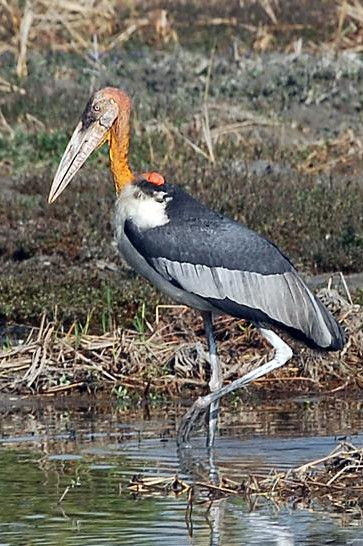
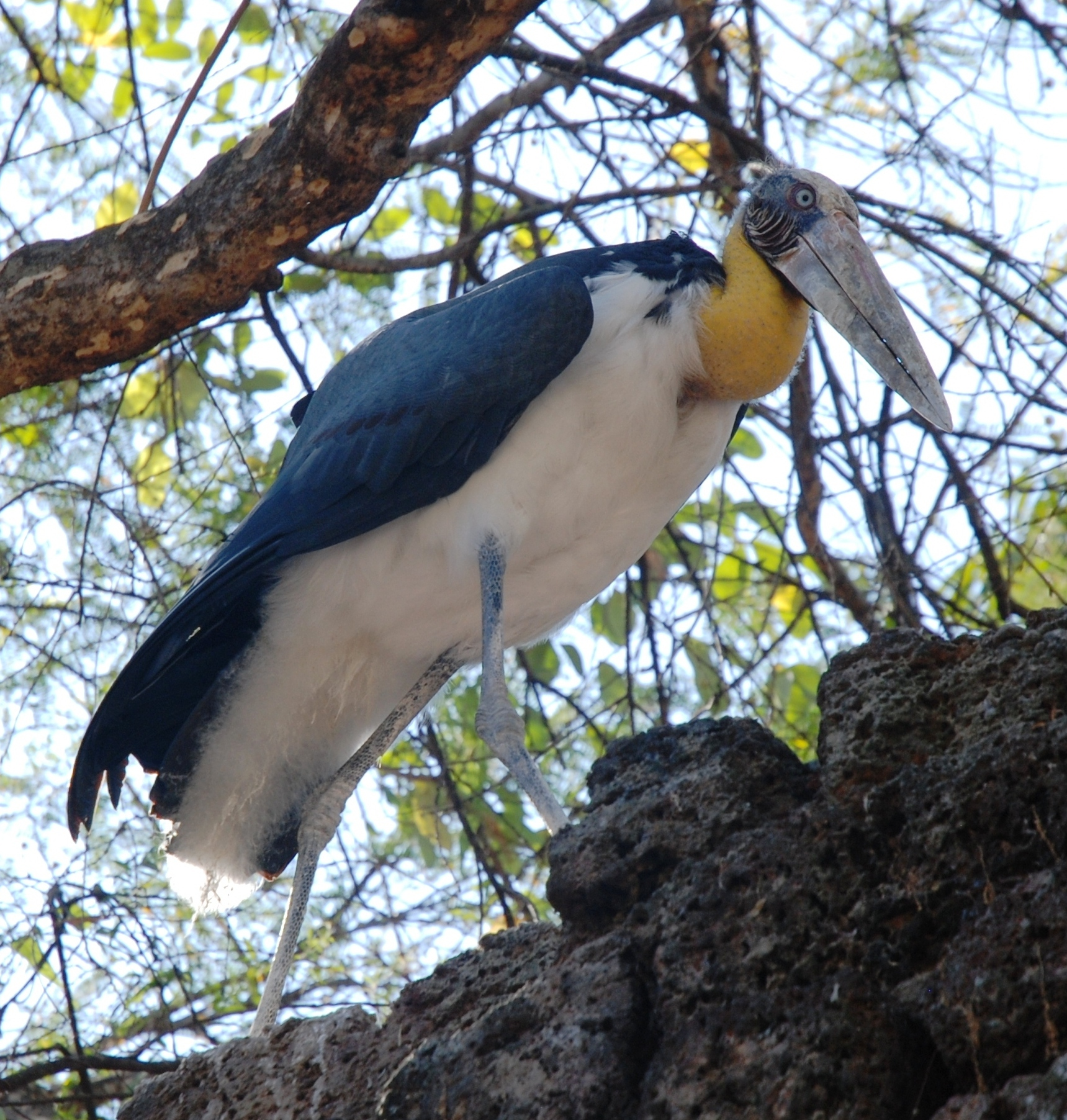